# Borzęcin (Poméranie-Occidentale)
Pour les articles homonymes, voir Borzęcin.
Borzęcin est un village de la voïvodie de Poméranie occidentale, dans le nord-ouest de la Pologne. Il est situé dans le gmina de Gryfice, dans le powiat de Gryfice. Sa population s'élevait à 121 habitants en 2004.

## Géographie
Borzęcin est situé à 9 k aum nord-est de Gryfice et à 78 km au nord-est de la capitale régionale Szczecin.

## Histoire
De 1637 à 1945, Borntin fait partie de l'arrondissement de Greifenberg-en-Poméranie au sein de la province de Poméranie.